# Ammassivik
Ammassivik "Sletten/fladen", gammel stavning Angmagssivik), er en grønlandsk bygd under Kujalleq Kommune. Bygden ligger ved Alluitsoqfjorden (Lichtenaufjorden) og havde pr. 2005 ca. 79 indbyggere. Stedet blev befolket i 1889 og det gamle skolekapel opførtes af Herrnhutmissionen i 1899. I dag hedder skolen Isak Lundip atuarfia, den havde i skoleåret 2005/06 seks elever. I 1922 blev bygden grundlagt som handelssted. Bygden har i mange år haft nær tilknytning til fåreholdererhvervet og har midt i bygden et stort fladt område med hø-slette, idet der tidligere var en fåreholder i bygden. Ammassivik har i dag (2016) en befolkning på 25.